# Bernard Pisani
Bernard Pisani, né le 11 avril 1945 à Paris, est un metteur en scène, chorégraphe, comédien et un chanteur français.

## Biographie
En 1953, à l’âge de 8 ans, Bernard Pisani entre à l'école de danse de l’Opéra de Paris. En 1960, sa taille insuffisante lui fait abandonner la danse classique, malgré un début de carrière prometteur. Il se dirige alors vers le théâtre. En 1961, sa rencontre avec Jean Anouilh est déterminante : ce dernier lui confie ses premiers rôles sur la scène du Théâtre Montparnasse. Depuis lors, Bernard Pisani poursuit une carrière de comédien et metteur en scène éclectique en s'illustrant aussi bien dans la comédie musicale, que le théâtre classique, l'opéra ou même le one-man-show. À partir des années 1990, sa notoriété s'affirme dans l'univers du théâtre lyrique.

## Décorations
Officier de l'ordre des Arts et des Lettres (2022)

## Théâtre

### Metteur en scène
- 1984 : Britannicus, de Jean Racine, au Point-Virgule[2]. Le spectacle est repris en 1986 au Nouveau Théâtre Mouffetard[3], puis en 1999 à l'Auditorium Saint-Germain-des-Prés[4].
- 1990 : Quelques jours avant Pâques, de Michael Wilcox, adaptation de Jacques Collard et Pierre Jean Laurant, avec Robert Manuel et Hélène Duc au Nouveau Théâtre Mouffetard[5].
- 2018 : Scènes d'Amour et d'Orages, de Jean Anouilh, création au Manoir des Évêques à Canapville.
- 2024 : Preuve d'amour, de Charles-Henri Ménival, création au théâtre du Guichet-Montparnasse à Paris.

### Opéra
- Années 1990 : 
  - Trois valses d'Oscar Strauss, avec Jeane Manson, au Théâtre du Gymnase de Marseille.
  - Le Barbier de Séville, de Rossini, à l'Opéra de Limoges
  - La Grande Duchesse de Gerolstein, de Jacques Offenbach (Capitole de Toulouse, Opéras de Marseille, Saint‐Étienne, Avignon, Tours, Limoges, Toulon, Reims)
- Années 2000 :
  - La Fille de Madame Angot de Lecocq (Besançon et Limoges)
  - Iphigénie en Tauride de Glück (Opéras de Marseille, Angers, Tours)
  - Le Téléphone de Menotti et La Servante Maîtresse de Pergolèse (Opéra d’Angers)
  - La Vie Parisienne d’Offenbach (Opéra d’Avignon)
  - Il nous faut de l'amour, revue lyrique à l'Opéra de Saint-Étienne
  - L'enlèvement au sérail de Mozart (Opéra de Limoges)
  - La Perichole d’Offenbach (Opéra de Metz)
  - 2007 : La Belle Hélène d’Offenbach (Opéras de Saint‐Étienne, Metz, Avignon, Capitole de Toulouse).
  - 2009 : Mozart de Reynaldo Hahn et Sacha Guitry (Opéras de Tours et Reims)[6]
- Années 2010 :
  - 2010 : L'Opéra de Quat'sous de Kurt Weill et Bertolt Brecht (Opéras de Reims, Metz, Tours, Toulon)
  - 2014 : Zémire et Azor, d'André-Modeste Grétry, à l'Opéra Royal de Wallonie-Liège[7].
  - 2015 : Phi-Phi, de Henri Christiné, au Théâtre de l'Odéon de Marseille.
  - 2016 : La Belle Hélène, de Jacques Offenbach au Théâtre de l'Odéon de Marseille.
  - 2018 : Les Pêcheurs de Perles, de George Bizet, Opéras de Limoges, Reims et Nice.

### Comédie musicale
- 1992 : Irma la douce, de Marguerite Monnot et Alexandre Breffort, avec Sophie Destaing, Éric Boucher et Thierry Desroses, à l'Esplanade de Saint-Étienne, puis aux Opéras de Tours et Nancy. Une nouvelle production sera présentée dans les Opéras de Limoges et Metz.
- 2005 : L'amour masqué, d'André Messager et Sacha Guitry, (Opéras de Tours, Limoges, Saint-Étienne, Opéra National de Bordeaux et Festival International d'Edimbourg)[8].

### Interprète

#### Théâtre
- 1961 : La Grotte de Jean Anouilh, mise en scène de Jean Anouilh et Roland Piétri, au Théâtre Montparnasse.
- 1962 : L'amant complaisant de Graham Greene, adaptation de Jean Anouilh, mise en scène de Daniel Leveugle.
- 1964 : Richard III de William Shakespeare, adaptation de Jean Anouilh, mise en scène de Jean Anouilh et Roland Piétri, au Théâtre Montparnasse[9].
- 1966 : L'ordalie ou la Petite Catherine de Heilbronn, de Heinrich von Kleist, adaptation de Jean Anouilh, mise en scène de Jean Anouilh et Roland Piétri, au Théâtre Montparnasse[10].
- 1982 : A poil ! (one-man-show) écrit et mis en scène par Bernard Pisani.
- 1984 : Britannicus (dans le rôle de Néron), de Jean Racine, mise en scène de Bernard Pisani au Point-Virgule[2]. Le spectacle est repris en 1986 au Nouveau Théâtre Mouffetard[3], puis en 1999 à l'Auditorium Saint-Germain-des-Prés[4].
- 1995 : Les Anouilhesques, sur une idée originale de Bernard Pisani, textes de Jean Anouilh, choisis par Colombe Anouilh, mise en scène de Alain Germain[11] au Théâtre de La Potinière.
- 2016 : Master Class Nijinsky (dans le rôle de Nijinsky), création originale de Faizal Zeghoudi.
- 2018 : Scènes d'Amour et d'Orages, de Jean Anouilh, création au Manoir des Évêques à Canapville.

#### Comédie musicale
- 1969 : Un violon sur le toit, mise en scène de Jerome Robbins, adaptation de Robert Manuel[12] au Théâtre Marigny.
- 1971 : Monsieur Pompadour, mise en scène de Jacques Charon, musique de Claude Bolling, livret de Françoise Dorin au Théâtre Mogador[13].
- 1972 : Hello Dolly, de Jerry Herman, adaptation française de Marc Cab et Jacques Collard, mise en scène de Raymond Vogel, avec Annie Cordy.
- 1974 : La Révolution Française (opéra rock) dans le rôle du Général Bonaparte, mise en scène de Michel de Re et Francis Morane, sur un livret de Alain Boublil et Jean-Max Rivière, au Théâtre Mogador[14].
- 1975 : Jean's ou le fou d'Assise, dans le rôle de Saint-François d'Assise, livret et mise en scène de Gérard Poteau, au Théâtre de l'Européen[15].
- 1976 : Nini la chance, livret de Jacques Mareuil, mise en scène de Raymond Vogel, au Théâtre Marigny, avec Annie Cordy[16].

#### Opéra
- 1984 : La Périchole (dans le rôle de Don Pedro de Hinoyosa), de Jacques Offenbach, mise en scène de Jérome Savary au Théâtre des Champs-Élysées[17].
- 1985 : La vie parisienne, de Jacques Offenbach, mise en scène de Jean-Luc Boutté et Leonidas Strapatsakis au Théâtre de Paris[18].
- 1987 : Le pont des soupirs, de Jacques Offenbach, mise en scène de Jean-Michel Ribes au Théâtre de Paris[19].
- 1986-1987 : Les brigands, de Jacques Offenbach, mise en scène d'Alain Marcel au Grand Théâtre de Genève[20].
- 1989 : Les brigands, de Jacques Offenbach, mise en scène de Louis Erlo et Alain Maratrat, Opéra National de Lyon.
- 1989 : Phi-Phi de Henri Christiné, mise en scène d'Olivier Benezech, au Théâtre Mouffetard et au Bataclan[21].
- 1990 : La vie parisienne, de Jacques Offenbach, mise en scène d'Olivier Benezech, à l'Opéra Comique[22].

### Chant
- Années 1990 : Toute la musique, récital créé à l'Opéra Comique, puis repris à l'Auditorium Saint-Germain-des-Prés et au Palais des Festivals de Cannes.

## Filmographie

### Télévision
- 1961 : La Déesse d'or, réalisé par Robert Guez, avec Patrick Dewaere : Pierre
- 1961 : La reine Margot, réalisé par René Lucot : Un jeune homme
- 1962 : Un homme dans la maison, réalisé par Abder Isker : Doug
- 1964 : Poly et le secret des sept étoiles, réalisé par Claude Boissol : Jo
- 1962 : Emile et les détectives, épisode 25 de la série Le théâtre de la jeunesse, réalisé par Maurice Cazeneuve[23].
- 1965 : Les Cinq Dernières Minutes : Napoléon est mort à Saint-Mandé de Claude Loursais : Ghisoni
- 1966 : Le crime de Sezegnin, épisode 44 de la série En votre âme et conscience, réalisé par Pierre Nivollet[24] : Felmrich
- 1977 : Les folies Offenbach, épisode La belle Hélène
- 1977 : Banlieue Sud-Est (mini-série)
- 1989 : Les brigands, téléfilm d'Yves-André Hubert
- 2007 : La Passion Boléro (dans le rôle de Maurice Ravel), documentaire réalisé par Michel Follin pour Arte.

### Cinéma
- 1968 : Faut pas prendre les enfants du bon Dieu pour des canards sauvages, réalisé par Michel Audiard[25].
- 1979 : Le mors aux dents, réalisé par Laurent Heynemann[26].
- 1980 : C'est encore loin l'Amérique (dans le rôle de Michel), réalisé par Roger Coggio[27].
- 1983 : Salut la puce de Richard Balducci
- 1986 : La femme secrète de Sébastien Grall

## Chorégraphe
- 1999 : La dame blanche, opéra d'Adrien Boïeldieu, mise en scène de Jean-Louis Pichon, à l'Opéra Comique[28].
- Années 2000 : Esclarmonde, de Jules Massenet, mise en scène de Jean-Louis Pichon, à l'Opéra de Palerme.

## Doublage

### Cinéma
- 1968 : Roméo et Juliette : Benvolio (Bruce Robinson)
- 1980 : Raging Bull : Joey LaMotta (Joe Pesci)
- 1981 : Les Chariots de feu : le secrétaire de Gilbert & Sullivan Society (Andrew Hamkins)

### Télévision
- 1964-1967 : Flipper le dauphin : Sandy Ricks (Luke Halpin)